# Portulan

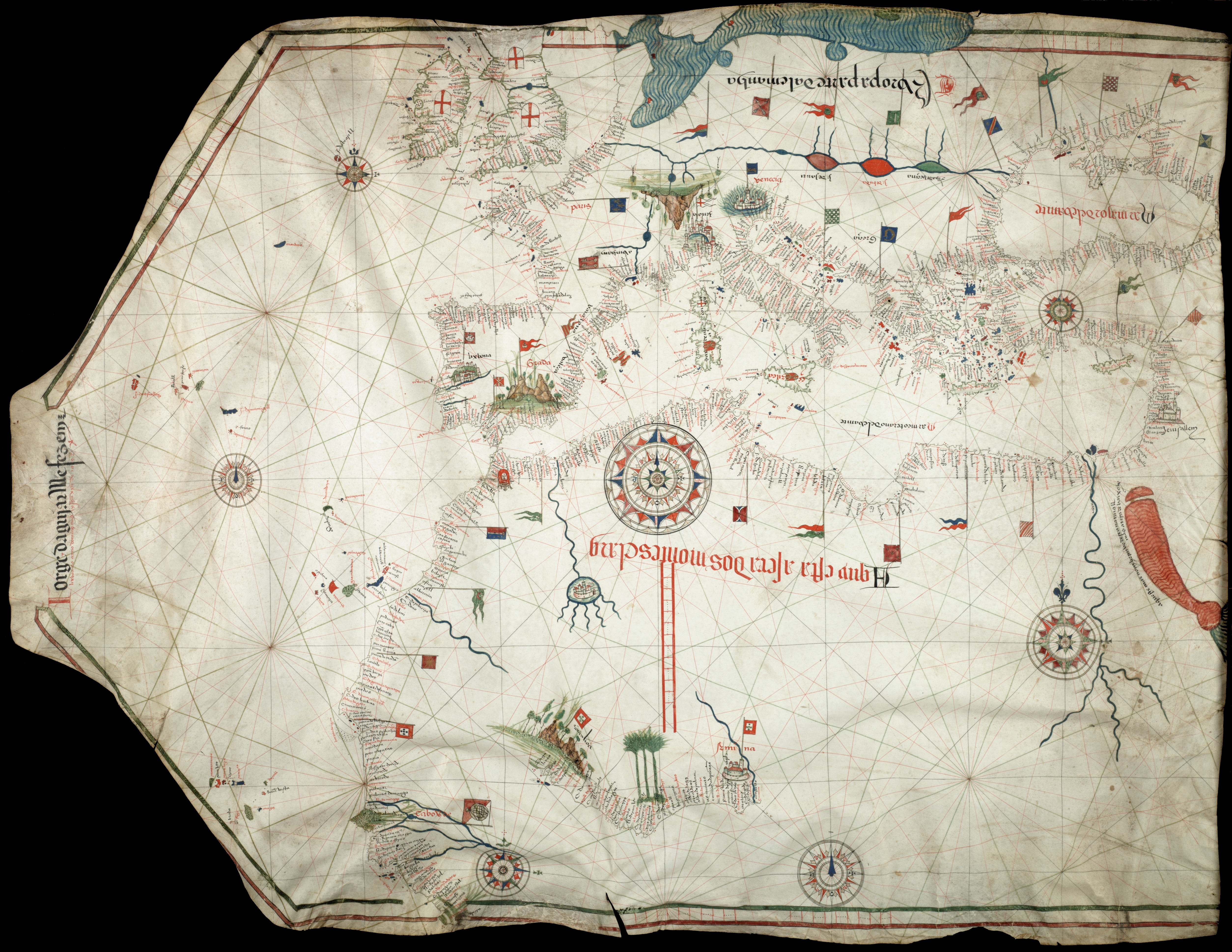
Portulan din 1492, reprezentând coasta mediteraneană a Europei Occidentale şi Africii. Dimensiune: 1030 x 770 mm

Portulanul (sau portolan) este o hartă utilizată în navigația tip cabotaj.
Mai este denumită și carte-pilot, fiind un document care conține instrucțiuni nautice, adică indicații asupra drumurilor de urmat, descrierea coastelor, însoțite de schițe de coastă, a reperelor de navigație, a vânturilor locale, a pericolelor, precum și descrierea porturilor, canalelor și a regulilor de navigație, a posibilităților de aprovizionare cu materiale, combustibil etc.
Se disting cărți-pilot ale coastelor și cărți-pilot ale oceanelor; ultimele conțin numai date generale - meteorologice și oceanografice - asupra oceanelor și drumurilor recomandate în funcție de anotimp, eventual, asupra pericolului pe care îl prezintă ghețurile.
Istoric vorbind, acest tip de navigație a fost printre primele utilizate de către omenire, ea constând în păstrarea vasului în timpul călătoriei tot timpul aproape de coaste, voiajul luând astfel alura coastei, de unde și numele de "navigație costieră" (de coastă). O astfel de navigație cerea o hartă costieră, aceasta fiind portulanul, inventat de italieni, și pentru utilizarea căruia nu era nevoie decât de o busolă și eventual un rutier, adică o lucrare indicând natura și profunzimea fundului mării sau oceanului ca și accesul la porturi. 
La apariția lor, în secolul al XIII-lea, portulanele erau desenate pe pergament, uneori chiar de către marinari, corectate și aduse la zi în permanență. Portulanul indica distanțele dintre principalele porturi și puncte de acostare, situând aceste puncte cu ajutorul rozei vânturilor, ale cărei rumburi sunt prelungite prin linii.
Prima carte-pilot românească a fost Pilotul Dunării (1907) de căpitan N. Kirițescu și căpitan E. Oprișan din Marina Militară.